# Чемпионат Европы по спортивной акробатике 1990
11-й чемпионат Европы по спортивной акробатике состоялся в Аугсбурге (ФРГ) в 1990 году.
Технические результаты определялись по выступлениям спортсменов европейских стран на чемпионате мира.

## Результаты

### Мужские акробатические прыжки

#### Многоборье
| Ранг | Команда          | Страна   | Очки  |
| ---- | ---------------- | -------- | ----- |
| 1    | Андрей Гарбузов  | СССР     | 29,50 |
| 2    | Иордан Цинцарски | Болгария | 29,29 |
| 3    | Кристоф Ламбер   | Франция  | 28,83 |

#### Кувырок
| Ранг | Команда          | Страна   | Очки  |
| ---- | ---------------- | -------- | ----- |
| 1    | Андрей Гарбузов  | СССР     | 19,60 |
| 2    | Иордан Цинцарски | Болгария | 19,56 |
| 3    | Кристоф Ламбер   | Франция  | 19,40 |

#### Вращения
| Ранг | Команда              | Страна   | Очки  |
| ---- | -------------------- | -------- | ----- |
| 1    | Алексей Крыжановский | СССР     | 19,90 |
| 2    | Петр Петров          | Болгария | 19,70 |
| 3    | Кшиштоф Вилуш        | Польша   | 19,60 |

### Мужские группы

#### Многоборье
| Ранг | Команда                                                          | Страна   | Очки  |
| ---- | ---------------------------------------------------------------- | -------- | ----- |
| 1    | И. Якушов, В. Амбролидзе, И. Чернов, Д. Усанов                   | СССР     | 29,80 |
| 2    | Венцеслав Генов, Борислав Георгиев, Лютер Иванов, Борислав Бецов | Болгария | 29,43 |
| 3    | Хенри Крумс, Мануэль Мессер, Кшиштоф Мравски, Давид Муэльман     | ФРГ      | 28,96 |

#### Баланс
| Ранг | Команда                                                          | Страна   | Очки  |
| ---- | ---------------------------------------------------------------- | -------- | ----- |
| 1    | И. Якушов, В. Амбролидзе, И. Чернов, Д. Усанов                   | СССР     | 19,80 |
| 1    | Венцеслав Генов, Борислав Георгиев, Лютер Иванов, Борислав Бецов | Болгария | 19,80 |
| 3    | Кшиштоф Брудны, Петр Мовак, Грегор Битек, Томаш Влежин           | Польша   | 19,36 |

#### Темп
| Ранг | Команда                                                          | Страна         | Очки  |
| ---- | ---------------------------------------------------------------- | -------------- | ----- |
| 1    | И. Якушов, В. Амбролидзе, И. Чернов, Д. Усанов                   | СССР           | 19,86 |
| 2    | Венцеслав Генов, Борислав Георгиев, Лютер Иванов, Борислав Бецов | Болгария       | 19,63 |
| 3    | Йэн Люк, Грэхем Стоукс, Марк Хикен, Ричард Тэйлор                | Великобритания | 19,33 |

### Мужские пары

#### Многоборье
| Ранг | Команда                             | Страна   | Очки  |
| ---- | ----------------------------------- | -------- | ----- |
| 1    | Геннадий Церишенко, Юрий Степченков | СССР     | 29,86 |
| 2    | Румен Лачков, Владимир Энчев        | Болгария | 29,39 |
| 2    | Грегор Годзвон, Анджей Пьешота      | Польша   | 29,39 |

#### Баланс
| Ранг | Команда                             | Страна   | Очки  |
| ---- | ----------------------------------- | -------- | ----- |
| 1    | Геннадий Церишенко, Юрий Степченков | СССР     | 20,00 |
| 2    | Румен Лачков, Владимир Энчев        | Болгария | 19,73 |
| 3    | Грегор Годзвон, Анджей Пьешота      | Польша   | 19,63 |

#### Темп
| Ранг | Команда                             | Страна   | Очки  |
| ---- | ----------------------------------- | -------- | ----- |
| 1    | Геннадий Церишенко, Юрий Степченков | СССР     | 19,93 |
| 2    | Грегор Годзвон, Анджей Пьешота      | Польша   | 19,66 |
| 3    | Румен Лачков, Владимир Энчев        | Болгария | 19,56 |

### Смешанные пары

#### Многоборье
| Ранг | Команда                               | Страна         | Очки  |
| ---- | ------------------------------------- | -------------- | ----- |
| 1    | Наталья Редкова, Евгений Марченко     | СССР           | 29,82 |
| 2    | Беата Валентинска, Анджей Сокотовский | Польша         | 29,26 |
| 2    | Софи Харрис, Джеймс Ньюман            | Великобритания | 26,26 |

#### Баланс
| Ранг | Команда                           | Страна         | Очки  |
| ---- | --------------------------------- | -------------- | ----- |
| 1    | Наталья Редкова, Евгений Марченко | СССР           | 19,96 |
| 2    | Мирослав Цанков, Милена Стефанова | Болгария       | 19,76 |
| 3    | Софи Харрис, Джеймс Ньюман        | Великобритания | 19,56 |

#### Темп
| Ранг | Команда                               | Страна         | Очки  |
| ---- | ------------------------------------- | -------------- | ----- |
| 1    | Наталья Редкова, Евгений Марченко     | СССР           | 19,90 |
| 2    | Беата Валентинска, Анджей Сокотовский | Польша         | 19,50 |
| 2    | Софи Харрис, Джеймс Ньюман            | Великобритания | 19,50 |
| 2    | Реймунд Херберг, Симона Мецмахер      | ФРГ            | 19,50 |

### Женские группы

#### Многоборье
| Ранг | Команда                                          | Страна   | Очки  |
| ---- | ------------------------------------------------ | -------- | ----- |
| 1    | Любовь Чолакова, Бояна Ангелова, Василена Пенова | Болгария | 29,73 |
| 2    | Наталья Анисимова, Инга Гиоргибиани, Ирина Овоян | СССР     | 29,56 |
| 3    | Барбара Ягелик, Молгожата Позняк, Анна Боровщук  | Польша   | 28,89 |

#### Баланс
| Ранг | Команда                                          | Страна   | Очки  |
| ---- | ------------------------------------------------ | -------- | ----- |
| 1    | Любовь Чолакова, Бояна Ангелова, Василена Пенова | Болгария | 19,80 |
| 2    | Наталья Анисимова, Инга Гиоргибиани, Ирина Овоян | СССР     | 19,66 |
| 3    | Сабина Свобода, Татьяна Захель, Дунья Лоещик     | ФРГ      | 19,20 |

#### Темп
| Ранг | Команда                                          | Страна   | Очки  |
| ---- | ------------------------------------------------ | -------- | ----- |
| 1    | Любовь Чолакова, Бояна Ангелова, Василена Пенова | Болгария | 19,86 |
| 1    | Наталья Анисимова, Инга Гиоргибиани, Ирина Овоян | СССР     | 19,86 |
| 3    | Барбара Ягелик, Молгожата Позняк, Анна Боровщук  | Польша   | 19,33 |

### Женские пары

#### Многоборье
| Ранг | Команда                            | Страна   | Очки  |
| ---- | ---------------------------------- | -------- | ----- |
| 1    | Елена Дрожжина, Зульфия Алимова    | СССР     | 29,69 |
| 2    | Анна Кирковска, Йорданка Йорданова | Болгария | 29,50 |
| 3    | Беата Птонка, Бригитта Саковска    | Польша   | 29,00 |

#### Баланс
| Ранг | Команда                            | Страна   | Очки  |
| ---- | ---------------------------------- | -------- | ----- |
| 1    | Елена Дрожжина, Зульфия Алимова    | СССР     | 19,83 |
| 2    | Анна Кирковска, Йорданка Йорданова | Болгария | 19,60 |
| 3    | Беата Птонка, Бригитта Саковска    | Польша   | 19,30 |

#### Темп
| Ранг | Команда                            | Страна         | Очки  |
| ---- | ---------------------------------- | -------------- | ----- |
| 1    | Елена Дрожжина, Зульфия Алимова    | СССР           | 19,76 |
| 2    | Анна Кирковска, Йорданка Йорданова | Болгария       | 19,70 |
| 3    | Оленка Хассел, Кэти Филиппс        | Великобритания | 19,19 |

### Женские акробатические прыжки

#### Многоборье
| Ранг | Команда          | Страна   | Очки  |
| ---- | ---------------- | -------- | ----- |
| 1    | Наталья Кадатова | СССР     | 29,56 |
| 2    | Мария Димова     | Болгария | 29,30 |
| 3    | Екатерина Юрьева | СССР     | 29,29 |

#### 1-е упражнение
| Ранг | Команда           | Страна         | Очки  |
| ---- | ----------------- | -------------- | ----- |
| 1    | Наталья Кадатова  | СССР           | 19,80 |
| 2    | Филиппа Мьюзикент | Великобритания | 19,56 |
| 3    | Мария Димова      | Болгария       | 19,40 |

#### 2-е упражнение
| Ранг | Команда           | Страна         | Очки  |
| ---- | ----------------- | -------------- | ----- |
| 1    | Екатерина Юрьева  | СССР           | 19,70 |
| 1    | Мария Димова      | Болгария       | 19,70 |
| 3    | Филиппа Мьюзикент | Великобритания | 19,56 |
| 3    | Диана Матуш       | Венгрия        | 19,56 |